# Barão do Tinguá
Barão do Tinguá é um título nobiliárquico criado por D. Pedro II do Brasil por decreto de 11 de outubro de 1848, a favor de Pedro Correia e Castro.
Titulares
1. Pedro Correia e Castro (1786–1869);
2. Francisco Pinto Duarte (1821–1896).